# Bernd Riexinger
Bernd Riexinger (ur. 30 października 1955 w Leonbergu) – niemiecki polityk i działacz związkowy, współprzewodniczący Lewicy (2012–2021), deputowany do Bundestagu.

## Życiorys
Z wykształcenia bankowiec, kształcił się w towarzystwie budowlanym Leonberger Bausparkasse. Pracował w tej instytucji, będąc w latach 80. członkiem rady pracowniczej. Od 1991 etatowy działacz związkowy w ramach Gewerkschaft Handel, Banken und Versicherungen. W latach 2001–2012 był sekretarzem generalnym regionalnych struktur Vereinte Dienstleistungsgewerkschaft. Uczestniczył w tworzeniu niemieckiej sekcji Światowego Forum Społecznego.
W 2003 był jednym z inicjatorów protestów skierowanych przeciwko planom reform społecznych i rynku pracy (tzw. Agenda 2010). W 2004 dołączył do nowo powołanej organizacji Alternatywa Wyborcza Praca i Sprawiedliwość Społeczna, był rzecznikiem tego ugrupowania w Badenii-Wirtembergii. W 2007 wraz z WASG przystąpił do Lewicy, stając na czele struktur tej partii w swoim kraju związkowym. 2 czerwca 2012 został wybrany na jednego z dwóch współprzewodniczących Lewicy (obok Katji Kipping).
W 2016 był głównym kandydatem swojej partii w wyborach krajowych w Badenii-Wirtembergii, w których ugrupowanie nie przekroczyło wyborczego progu. W wyborach w 2017 uzyskał natomiast mandat posła do Bundestagu. W lutym 2021 zakończył sprawowanie funkcji współprzewodniczącego Lewicy. W tym samym roku z powodzeniem ubiegał się o poselską reelekcję.